# Business to consumer
Pour les articles homonymes, voir BTOC.

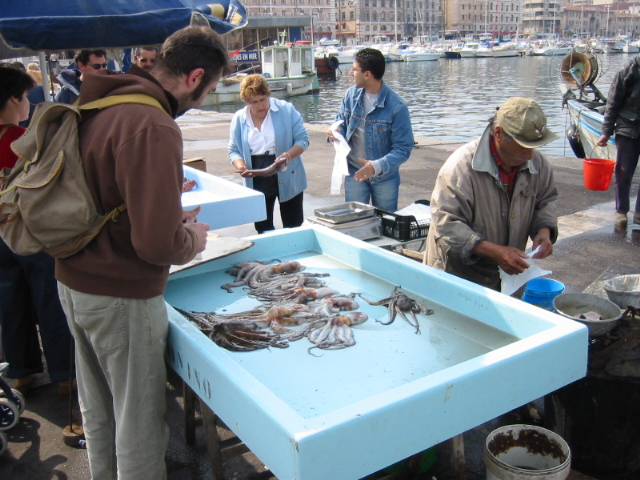
Le marché, un exemple de commerce de type B2C.

L'expression « business to consumer », en abrégé « B to C », « BtoC » ou « B2C » — prononcée [biː.tuː.siː] — (sous-entendu commerce) , en français « commerce entre entreprises et particuliers », désigne l'ensemble des architectures techniques et logiciels informatiques permettant de mettre en relation des entreprises directement avec des particuliers.

## Critères de classification
Les entreprises déterminent leur « business to consumer commerce » en fonction d’une variété de critères : nature du produit, degrés de finalisation du produit, type de transaction… Ces critères ont un impact direct sur les investissements de l’entreprise.
- Nature du produit : il peut s’agir d’un bien ou d’un service, d’un bien durable ou éphémère.
- Degré de finalisation du produit : en fonction de la possibilité qui est proposée, ou non, au client de personnaliser son achat.
- Type de transaction commerciale : ce critère permet de distinguer la relation bilatérale (entre l’acheteur et le vendeur) de la relation multilatérale (entre un vendeur et plusieurs potentiels acheteurs).

La sélection du site de vente en ligne par le consommateur se fera en référence à la marque, au prix, au bouche à oreille et à la publicité effectuée.

## Les modèles économiques des sites de commerce électronique
Ils peuvent être classés en trois catégories :
1. Site portail : il s’agit d’un site web offrant des informations générales thématiques (telles que la météo, la bourse…) et des services (tels que des petites annonces, des sites féminins, des services immobiliers) comme Yahoo!. Il regroupe ainsi différents commerçants afin de drainer un trafic. Certains peuvent être spécialisés sur un domaine précis, comme 01net qui est un des portails des nouvelles technologies. Ces portails peuvent être personnalisés en fonction du profil des internautes (météo de sa région, intérêts personnels…) ;
2. Sites communautaires : ils consistent à héberger des sites Web personnels puis à proposer des services susceptibles de générer du trafic et peuvent ainsi vendre de l’espace publicitaire (par exemple les sites Geocities, Multimania) ;
3. Sites de commerce électronique : ces sites proposent des activités de vente spécifique et mettent en ligne de façon limitée de la publicité (tels, en France, que la Fnac.com, la Sncf.fr).

La chaîne des services du B to C est la suivante :
- see : besoin (création, identification), recherche produit (information, catalogue), recherche marchand ;
- seduce : négociation de la valeur, achat ;
- sell : validation, paiement, gestion commande ;
- satisfy : service client, évaluation.

Il est opposable à business to business (B to B ou B2B).